# 人民收音机
人民收音机（德語：Volksempfänger）是由納粹德國電子工程師奥托·格莱欣（Otto Griessing）应國民教育與宣傳部部长约瑟夫·戈培尔要求开发的一种广播收音机。开发人民收音机的目的是让大众听得起广播。戈培尔发现，收音机的普及非常重要，因为广播是一种非常好的潜在宣传媒体。

## 历史
最初的人民收音機 VE-301  的模型在1933年8月18日柏林國際電子消費品展覽會被提出。一个人民收音機的正常價格是76德國馬克。另一款35馬克的型号，又叫DKE38（有時被大眾俗稱做 -戈培尔的咆哮），在之後也被生產出来，33年德国工人平均收入每周32马克。接着又有了类似人民收音機的一系列產品，如（力量来自欢乐社团收音机）, （德国便携收音机）和其他品牌。
人民收音機缺乏短波，但这并非是故意設計成只能接收本地電台。30年代英国因为有诸多海外殖民地，在同样使用长、中波调幅广播外，率先采用短波调幅广播；中波采用直接接收方式，而长波若天线长度不及半波，都会致接收距离缩短，而短波在直接接收之外还可以通过大气电离层反射延伸传送距离；调幅制指发射机频率固定，以无线电波强度的变化搭载音频内容。因电离层反射不稳定，同样会影响到无线电波的强度，在最初的短波电报应用中只需搭载莫尔斯电码，信号强度的有限变化不会影响到加载内容，但在短波调幅广播时，电离层引起的信号强度变化会叠加到搭载的音频内容上，导致接收机音量不稳甚至音频失真。德国、美国的民用广播因短波直接接收距离不足，电离层反射接收又不稳定，未重视开发短波频段资源。
以VE-301为例，VE-301有两个频段，分别为接收距离较长的长波150-350KHz和接收距离较近的中波550-1700KHz，实际与英美以及当今的的民用广播接收设备对应的频段无甚大差别（美国将长波段保留为警用和军用，民用广播主要为中波调幅制，而英国则长、中、短波调幅广播都有），其中长波段已能在柏林收到英国东海岸发射站的广播（在VE-301背面有一个4孔地线、天线插口，需要外接长波天线，天线需至少有半个波长才能达到增强信号的谐振效果，亦与当今广播接收无异）。只不过刻度盘上不标明频率，而是0-100的数字，后加大了刻度盘显示区域，在空白处标记了德国各大广播电台，因此对调至频段内其它电台包括德国后来增加的电台增加了一点难度。简单方法是在刻度盘上自行标记，而这在当时又是违法的。尽管如此，用户凭0-100的刻度还是很容易将接收频率调至英国广播公司（BBC）的长、中波电台（BBC在广播中会反复自报频率，只不过频率无法直接在VE-301刻度盘上找到）。BBC在1939年9月时只有24台发射机，其中5台是长波或中波，到1945年5月则有121台发射机，德国实际上无法阻止用户接收BBC，只能采用同频干扰，而因干扰源位置距离功率等原因效果有限。在二战末期的宣传战中，盟军的电台甚至可以成功占用德国电台的频率进行广播。

## 影响
人民收音機因其高效率而被作為宣傳工具。最著名的是希特勒的軍備和戰爭生產部長阿尔伯特·施佩尔在他最後的談話紐倫堡審判中所說的：
|  | 希特勒的專政與所有它歷史的前輩有一點根本性的不同。他的专政是用所有技術手段來完全控制它自己國家的第一專政。通過人民收音機及擴音器等技術設備，八千萬人民被剝奪了獨立思考的能力。从而使他們服從一個人的意志变得可能。 |

而另一方面，因人民收音機在长、中波段与英美通用，亦能唤醒人民獨立思考的能力，即《莉莉瑪蓮》的传播。1941年德军占领南斯拉夫，德军在贝尔格莱德开设德军广播电台，覆盖南欧和北非地区。8月18日，电台从一些废弃的唱片中找到这首德国歌曲播放，不久收到许多前线士兵来信要求重播这首歌曲。贝尔格莱德电台重播了《莉莉瑪蓮》，随后要求重播的呼声高涨，遂决定每晚9時55分都定时播放这首歌曲，作为电台当天关机前的终曲。在北非战场上，英国士兵也从自己的收音机听到并喜欢上了这首德国歌曲；英、德对垒的军队达成默契，因与贝尔格莱德处同一时区，在晚9時55分会不约而同地停止炮击，在各自的战线中安静地将其听完，然后不一定会继续向对手炮击，通常相安无事地渡过一晚，所以德军电台的终曲也非官方地成为两军当日作战的终曲。此举亦引起英国将领的不满，认为士兵收听敌方广播，爱上德语歌曲，而拒绝履行自己的职责。后又由北非的英国老兵带回英国，1942年，英国诗人Tommy Connor为歌曲填写英文歌词，于是有了英国版的《我灯光下的莉莉》。由于帝国元帅戈林欣赏拉莉·安德森的演唱，于是这首歌也在德国后方广为流传起来，其他地区的德军电台也播放这首歌曲。
但是英国将领和德国宣传部长約瑟夫·戈培爾不喜欢这首歌，认为是靡靡之音，瓦解士兵斗志。1943年德军在斯大林格勒战役失败之后，戈培爾下令在德国禁止播放这首歌。但1943年东线上的苏联也推出了苏联版《莉莉瑪蓮》。1943年盟军加拿大部队唱着这首歌登陆意大利，1944年盟军也唱着这首歌登陆法国诺曼底，向德国挺进，这首歌又传遍了法军，美军和加拿大部队，改名为《D-Day Dodgers》。美国为了进行抗德宣传，还请叛逃到美国的德国女演员玛莲娜·迪特里茜录制了爵士版的《莉莉瑪蓮》，在美军电台反复播放。德国被各国广播的《莉莉瑪蓮》包围，虽然德国后方有较严格的管理，但前线士兵并不理会戈培爾的禁令继续从国外电台收听这首歌。

## 实用接收机
在英國與人民收音機相對应的是生產一种被政府批准的標準設計，由製造商使用標準元件从而更加容易修理的實用收音機。 然而，英國設計實用收音機的根本目的在於節約材料和簡化修理而不是挫敗收聽外國頻道的嘗試（這樣收聽官方是勸阻地，但是在英國實際並不禁止）？。
英国的收音机在长、中波段与德国的收音机可以兼容，只是因为英国当时尚为“日不落帝国”仍保有诸多海外殖民地，使用短波频段是对全球广播的最简单的方式，战争期间英国军民在世界各地收听伦敦BBC发出的直接消息，虽然在印度孟买收听短波广播时，因电波已在天地反射多次，即使在气象良好时音频已难以听清（加中继站只能增强信号，对信号畸变仍会原封不动地放大；作为应对BBC又在海外中立区布设了诸多分台，在书面记录伦敦BBC的广播后将广播稿整理后再读一遍，但英联邦军民更希望听到战时伦敦BBC直接发出的“丘吉尔的演讲”和国王的演讲）。英国在战争中尤其是伦敦轰炸期间，一度也禁止英国国民听收德国的广播，一是广播可以为间谍下达单向的密码指令，二是敌方会夸大性报道英国在战场上的失利。随着战事发展，德国在英国的间谍机构已为英国情报机构MI5、MI6清除甚至策反，且战场失利日渐减少，所以后来没有必要再禁止国民收听国外频道，甚至制造出在英的德国间谍仍可通过广播接收指令的错觉。

## 在流行文化中的影响
- 在1975年由德國電子音樂先驅Kraftwerk發行的Radio-Activity專輯，便突出地在封面上以人民收音機 DKE（模型38）品牌為特色。

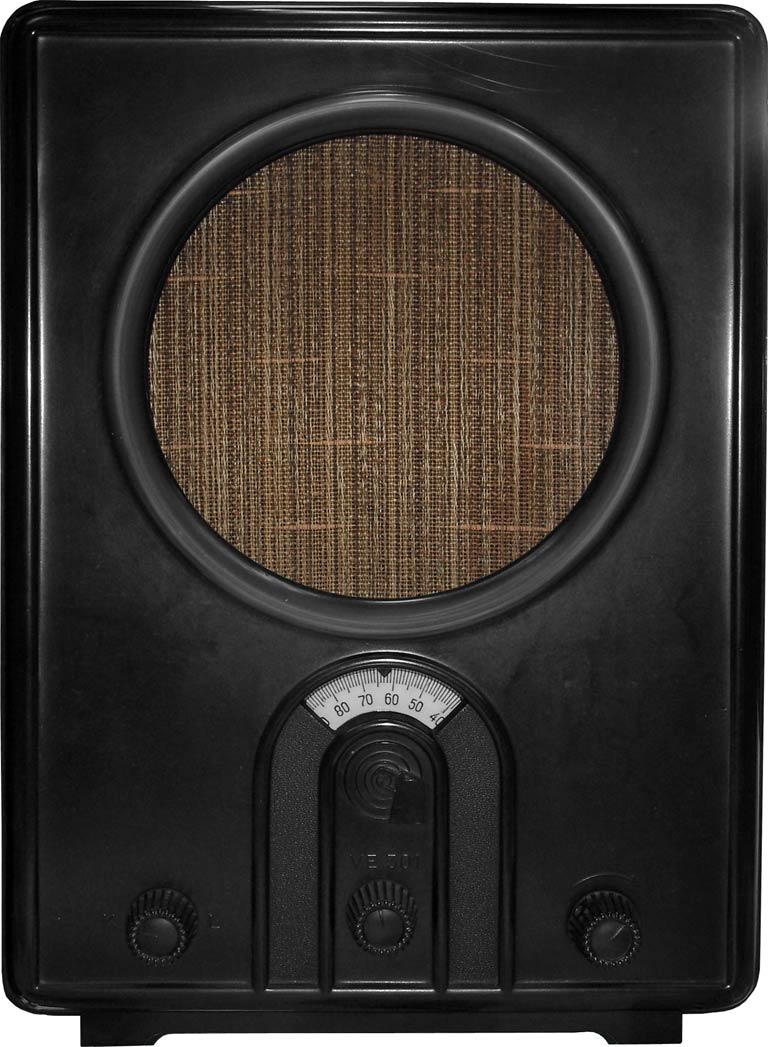
VE301W型人民收音机

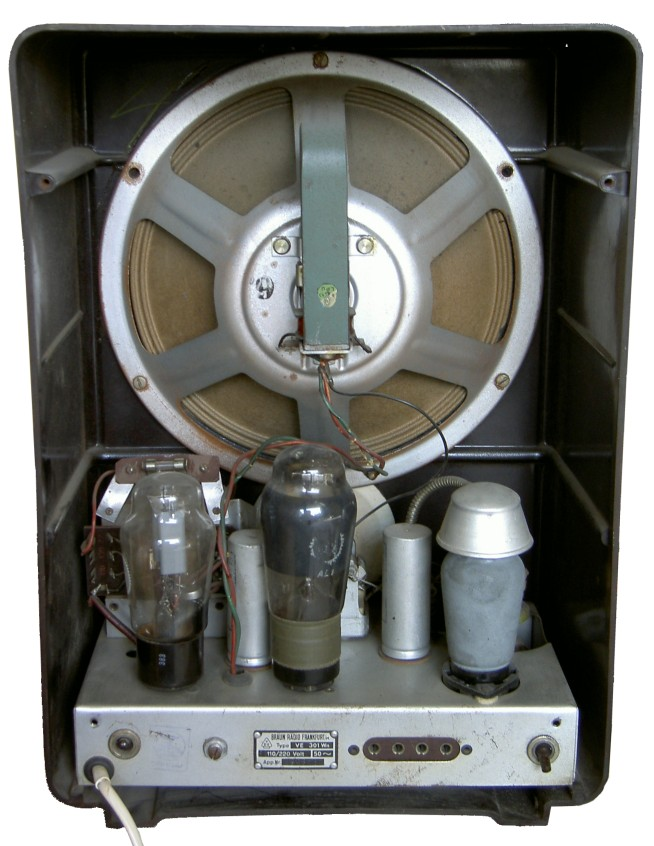
VE301型人民收音机内部构造

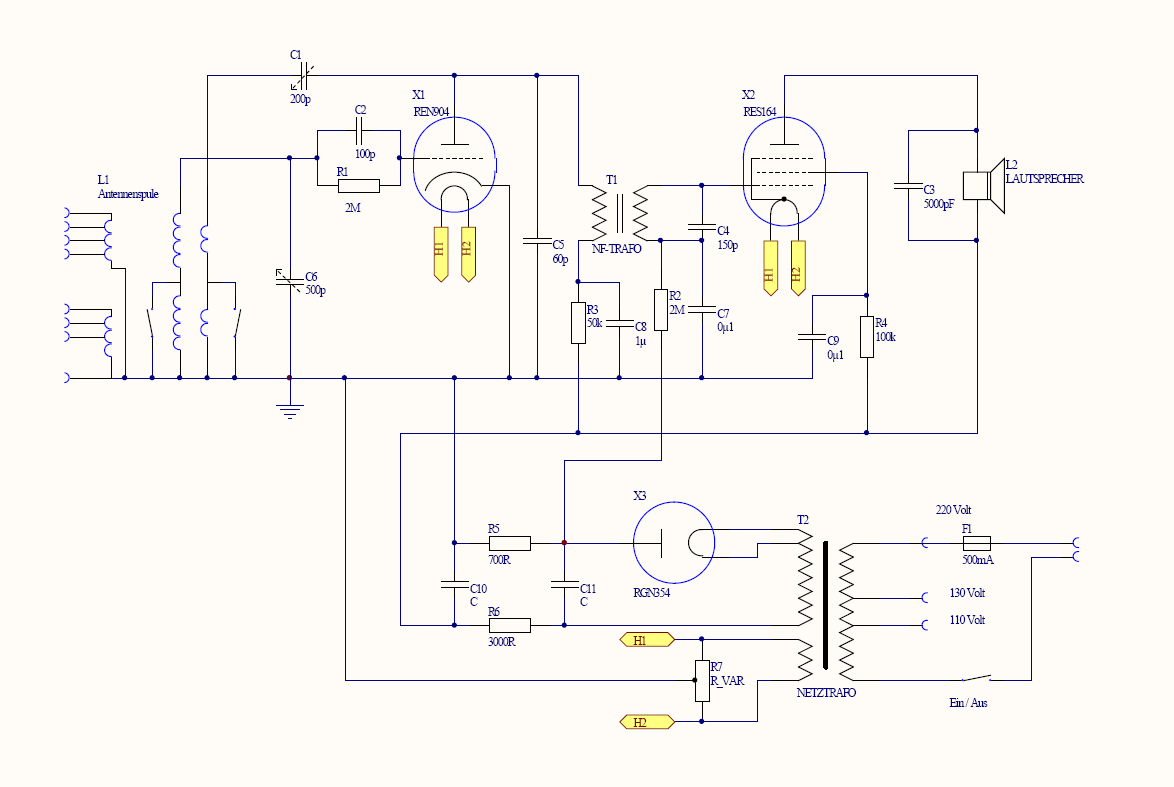
VE301型电路图

- 德國樂團Welle:Erdball也錄製了一首名叫Volksempfänger VE-301的歌出現在他們2002年的Die Wunderwelt Der Technik專輯中。
- 一种广泛的误解是人民收音机只能接收单一频率，即官方指定的宣传频道。这种说法显然是不实的，可能是来源于畅销书《第三帝国的兴亡》中的谬误 - 把“单一波段”误作“单一频率”。

## 延伸阅读
德语：
- Ansgar Diller: Der Volksempfänger. Propaganda- und Wirtschaftsfaktor. In: Mitteilungen des Studienkreises Rundfunk und Geschichte 9/1983, S. 140-157
- Michael P. Hensle: Rundfunkverbrechen. Das Hören von "Feindsendern" im Nationalsozialismus, Metropol: Berlin 2003, ISBN 3-936411-05-0
- Wolfgang König: Der Volksempfänger und die Radioindustrie. Ein Beitrag zum Verhältnis von Wirtschaft und Politik im Nationalsozialismus. In: Vierteljahreshefte für Sozial- und Wirtschaftsgeschichte 90/2003, S. 269-289
- Wolfgang König: Mythen um den Volksempfänger. Revisionistische Untersuchungen zur nationalsozialistischen Rundfunkpolitik. In: Technikgeschichte 70/2003, S. 73-102
- Wolfgang König: Volkswagen, Volksempfänger, Volksgemeinschaft. "Volksprodukte" im Dritten Reich: Vom Scheitern einer nationalsozialistischen Konsumgesellschaft, Ferdinand Schöningh: Paderborn et al. 2004, ISBN 3-506-71733-2
- Conrad F. Latour: Goebbels' "außerordentliche Rundfunkmaßnahmen" 1939-1942. In: Vierteljahrshefte für Zeitgeschichte 11/1963, S. 418-435.
- Daniel Mühlenfeld: Joseph Goebbels und die Grundlagen der NS-Rundfunkpolitik. In: Zeitschrift für Geschichtswissenschaft 54/2006, S. 442–467.
- Uta C. Schmidt: Der Volksempfänger. Tabernakel moderner Massenkultur. In: Inge Marßolek/Adelheid von Saldern (Hg.): Radiozeiten. Herrschaft, Alltag, Gesellschaft (1924-1960), Vlg. f. Berlin-Brandenburg: Potsdam 1999, S. 136-159, ISBN 3-932981-44-8
- Kilian J. L. Steiner: Ortsempfänger, Volksfernseher und Optaphon. Entwicklung der deutschen Radio- und Fernsehindustrie und das Unternehmen Loewe 1923-1962, Essen: Klartext Vlg. 2005, ISBN 3-89861-492-1